# Jean-Christophe Bonaparte
Jean-Christophe (Jean-Christophe Louis Ferdinand Albéric Napoléon), prins Napoleon , född 11 juli 1986, är son till prins Charles Napoléon Bonaparte och prinsessan Beatrice av Bourbon-Bägge Sicilierna. Jean-Christophe är enligt Bonapartister överhuvud för Huset Bonaparte samt arvtagare till fransmännens kejsare Napoleon I. 2019 gifte sig Jean-Christophe med Olympia av Arco-Zinneberg, sondotter till Robert av Österrike-Este.

## Förfäder
Prins Jean-Christophe föddes i Saint-Raphaël, Var, Frankrike som son till Charles Napoléon Bonaparte och hans första hustru Beatrice av Bourbon-Bägge Sicilierna, äldsta dotter till prins Ferdinand, hertig av Castro och arvtagare till Kungariket Bägge Sicilierna. Förädrarna skilde sig 2 maj 1989, två månader före Jean-Christophes tredje födelsedag.
Jean-Christophe är arvtagare till kejsar Napoleon I (vilken saknade legitima ättlingar) genom kejsarens yngre bror, Jérôme Bonaparte. Genom sin mor, är han ättling till kung Ludvig XIV av Frankrike och genom sin mormor, prinsessan Clementine av Belgien, härstammar han från Nederländernas första ståthållare Vilhelm IV av Oranien, Karl III av Spanien, Fredrik Vilhelm I av Preussen, Georg II av Storbritannien och Ludvig Filip I av Frankrike, Frankrikes sista kung.
Jean-Christophes farfar, Louis-Napoléon Bonaparte, avled 1997 och skrev i sitt testamente sin önskan att hans då 11-åriga sonson Jean-Christophe skulle efterträda honom som överhuvud för Huset Bonaparte, istället Jean-Christophes far, Charles, som företrädde Republiken och gifte om sig utan sin fars tillstånd. Trots den dynastiska dispyten har Jean-Christophes far  deklarerat att "det kommer aldrig att leda till konflikt" mellan honom och hans son angående de dynastiska rättigheterna.

## Familj
Sedan 17 oktober 2019 är Jean-Christophe gift med Olympia av Arco-Zinneberg, sondotter till Robert av Österrike-Este, vilken var son till den siste österrikiska kejsaren Karl I av Österrike och kejsarinnan Zita. Robert blev 1917 blev utnämnd till ärkehertig av Österrike-Este av sin far, kejsar Karl I av Österrike, och till skillnad från titelns förre innehavare, kronprins Franz Ferdinand, härstammade Robert faktiskt från dynastin Este genom sin mor, Zita. Hennes far greve Riprand av Arco-Zinneberg var barnbarns barn till den siste bayerske kungen, Ludvig III.